# گمینا پوتوک ویلکی
گمینا پوتوک ویلکی (به لهستانی:  Gmina Potok Wielki) یک گمینا در لهستان است که در شهرستان یانوف لوبلسکی واقع شده‌است. گمینا پوتوک ویلکی ۹۸٫۳۳ کیلومتر مربع مساحت و ۴٬۸۱۹ نفر جمعیت دارد.